# 潟元駅
潟元駅（かたもとえき）は、香川県高松市屋島西町にある、高松琴平電気鉄道志度線の駅である。駅番号はS05。志度線の駅では瓦町駅の次に乗降客が多い。

## 駅構造
単式ホーム1面1線を有する地上駅。
営業時間を定めて駅員が配置されていたが、2020年4月1日より終日無人化された。
途中下車指定駅。

## 利用状況
1日の平均乗降人員は以下の通りである。
| 1日乗降人員推移 | 1日乗降人員推移 |
| 年度            | 1日平均人数     |
| --------------- | --------------- |
| 2011年          | 1,747           |
| 2012年          | 1,777           |
| 2013年          | 1,789           |
| 2014年          | 1,820           |
| 2015年          | 1,908           |
| 2016年          | 1,897           |
| 2017年          | 1,897           |
| 2018年          | 1,869           |

## 駅周辺
- 国道11号
- 香川県道14号屋島公園線
- 香川県道150号屋島停車場屋島公園線
- 四国電力総合研修所
- 屋島総合病院
かつては当駅の目の前にあったが、2016年に四国電力総合研究所の南側に移転した。地形の関係で大きく迂回しなければならないため、ことでんサービスにより当駅からの無料シャトル便が運行されている。
- 高松市屋島競技場（屋島レクザムフィールド）
- マルヨシセンターかたもと店
- 百十四銀行屋島支店
- 屋島自動車学校
- タダノ本社

## 歴史
- 1931年（昭和6年）3月16日 - 四国水力電気の駅として開業。西潟元駅廃止。
- 1942年（昭和17年）4月30日 - 事業譲渡により讃岐電鉄の駅となる。
- 1943年（昭和18年）11月1日 - 会社合併により高松琴平電気鉄道志度線の駅となる。
- 2020年 (令和2年) 4月1日 - 無人化。

## 隣の駅
高松琴平電気鉄道
■志度線
春日川駅（S04） - 西潟元駅 - 潟元駅（S05） - 屋島グランド前駅 - 琴電屋島駅（S06）

## 画像

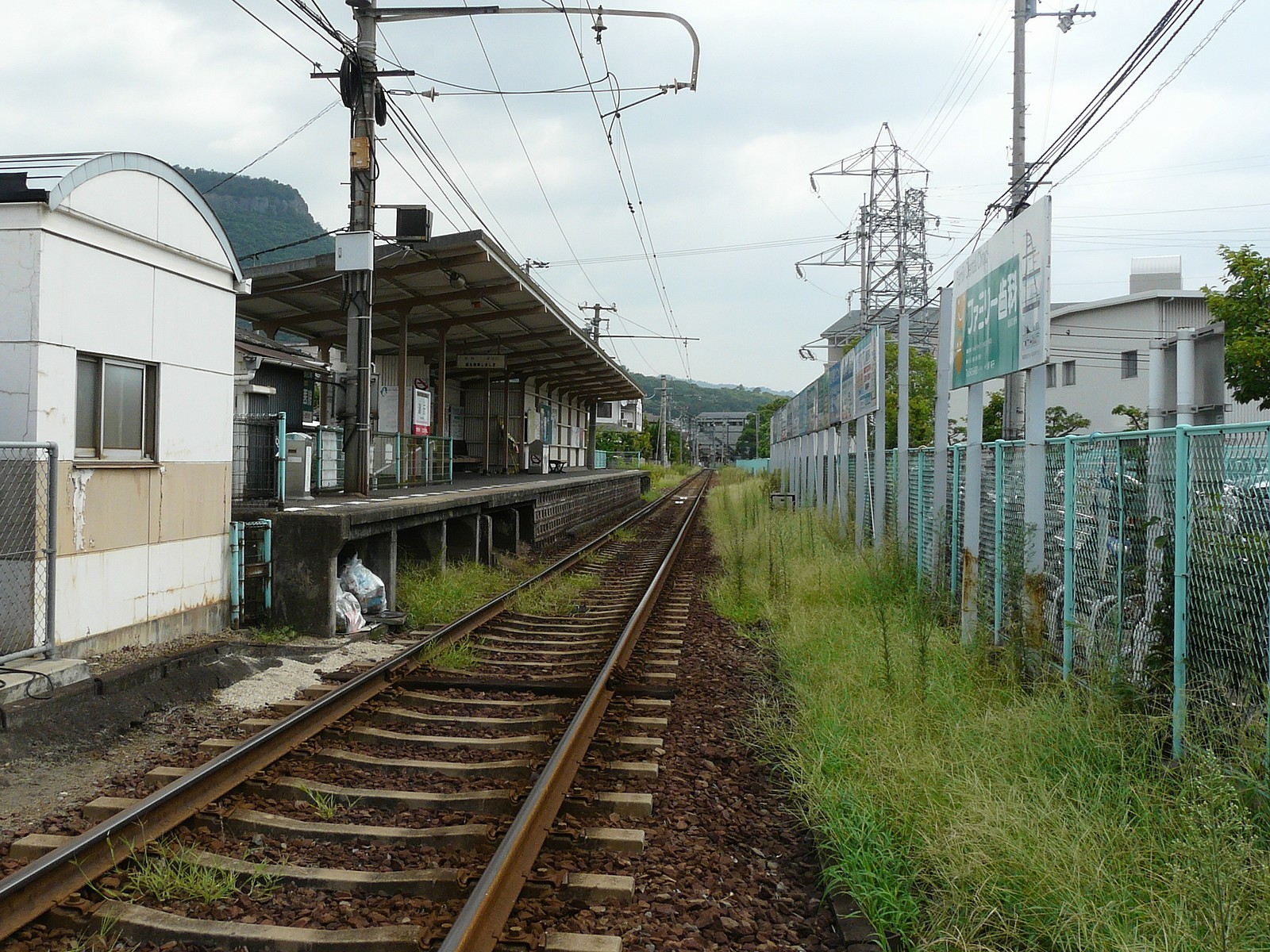
構内　春日川方より
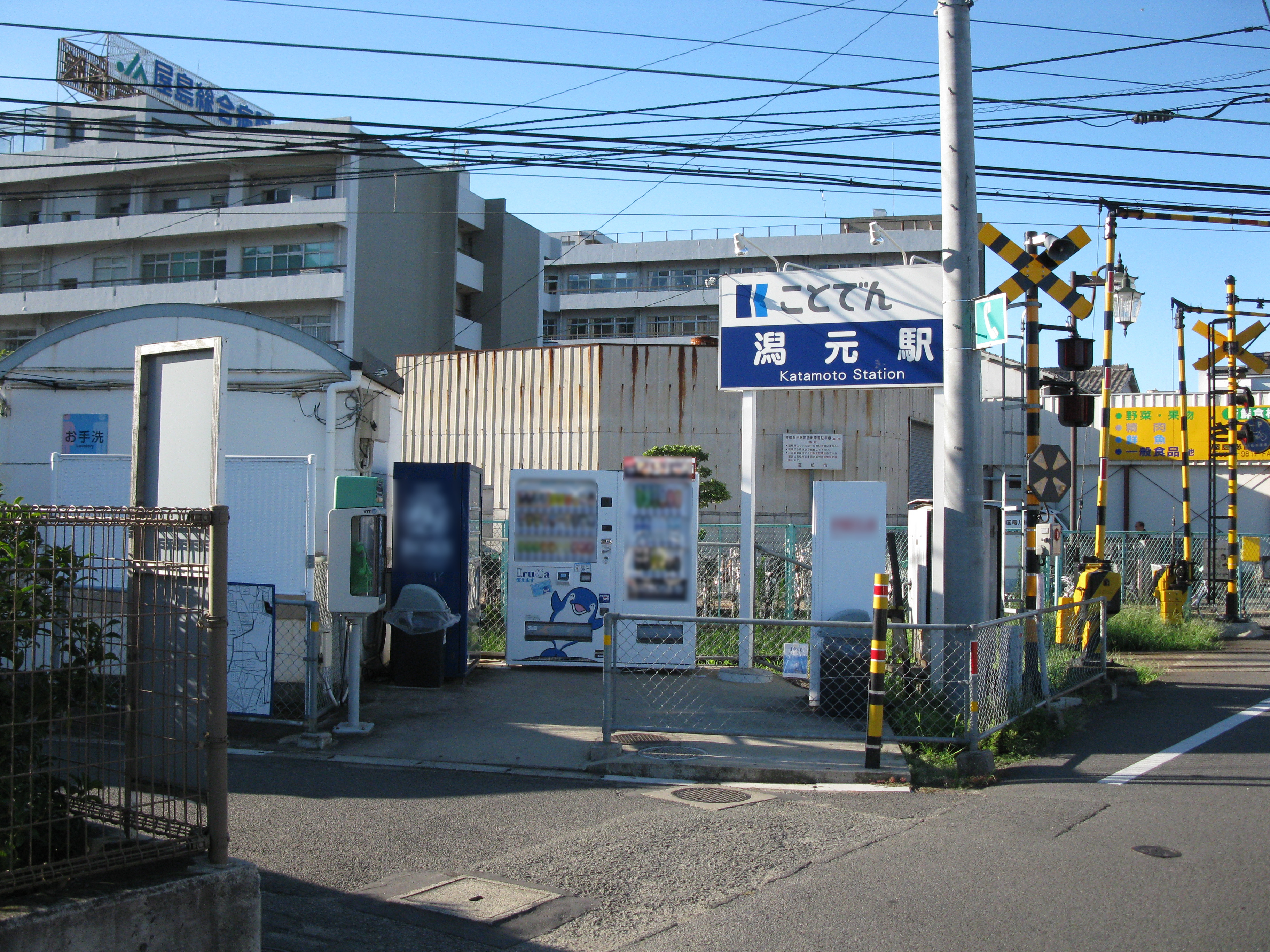
駅入り口(2010年8月)
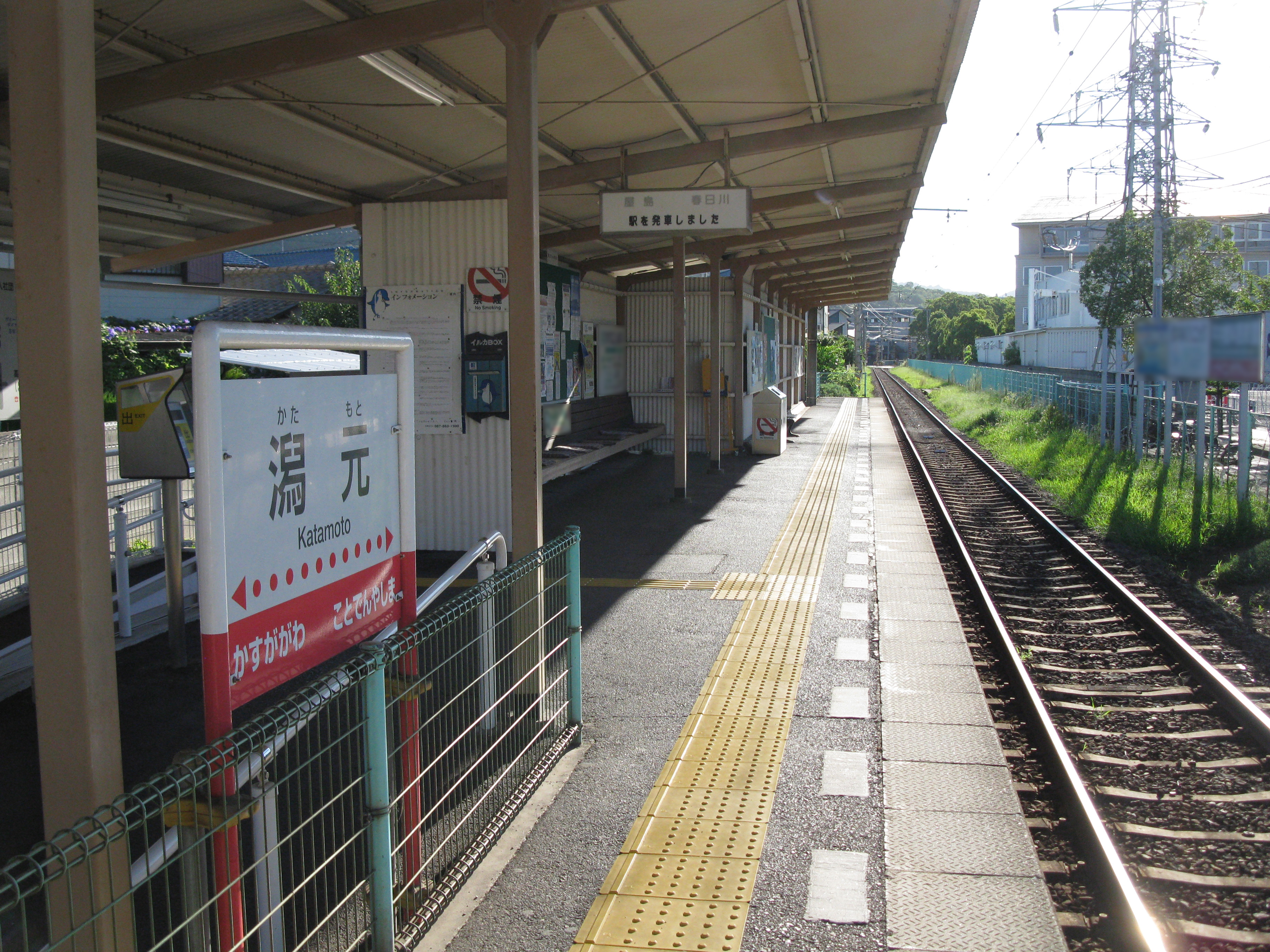
ホーム
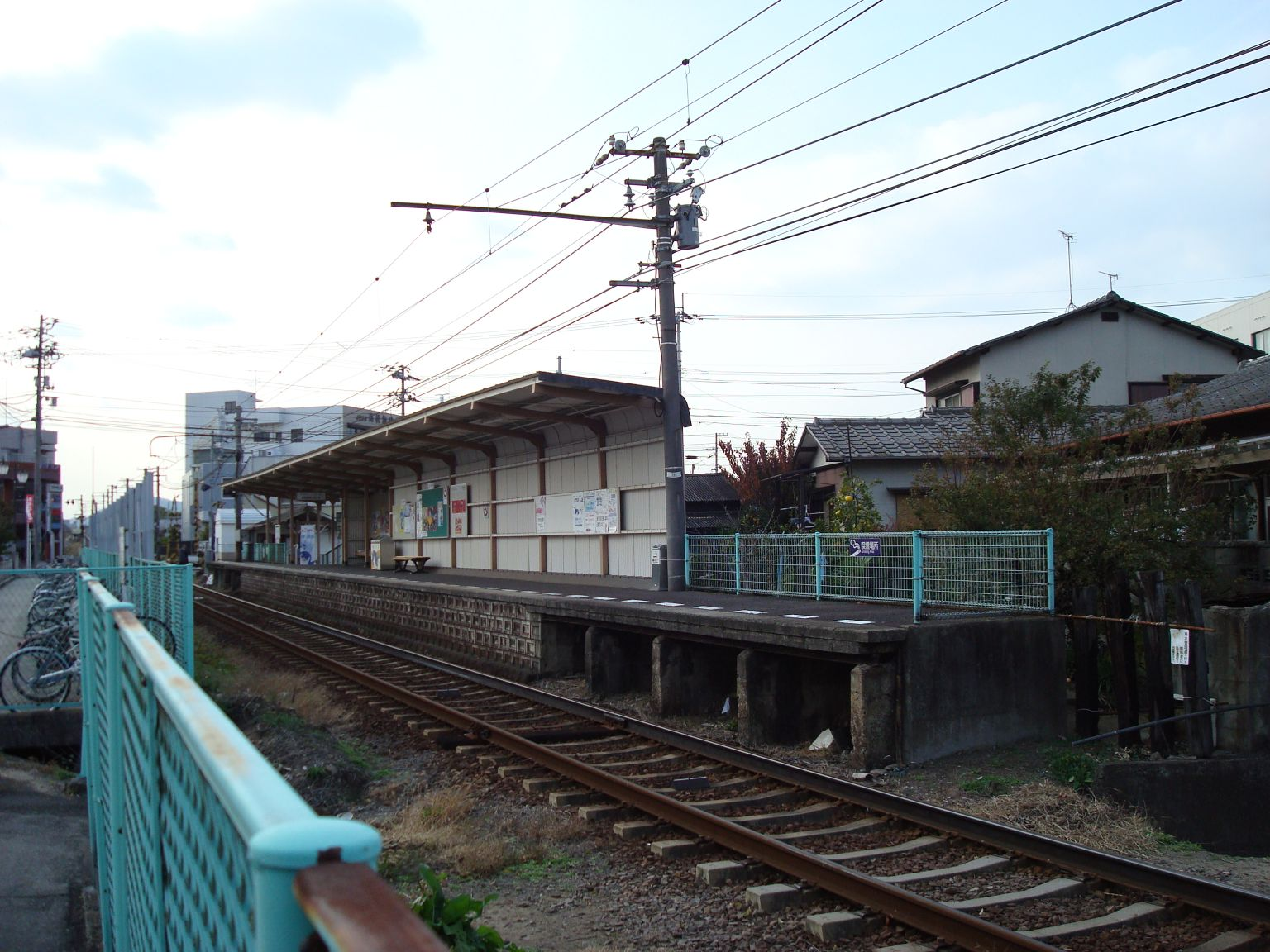
構内　琴電屋島方より